# San Joaquin (Iloilo)
San Joaquin is een gemeente in de Filipijnse provincie Iloilo op het eiland Panay. Bij de laatste census in 2010 telde de gemeente bijna 52 duizend inwoners.

## Geografie

### Bestuurlijke indeling
San Joaquin is onderverdeeld in de volgende 85 barangays:
| - Amboyu-an - Andres Bonifacio - Antalon - Bad-as - Bagumbayan - Balabago - Baybay - Bayunan - Bolbogan - Bonga - Bulho - Bucaya - Cadluman - Cadoldolan - Camia - Camaba-an - Cata-an - Crossing Dapuyan - Cubay - Cumarascas - Dacdacanan - Danawan - Doldol - Dongoc - Escalantera - Ginot-an - Guibongan Bayunan - Huna - Igbaje | - Igbangcal - Igbinangon - Igburi - Igcabutong - Igcadlum - Igcaphang - Igcaratong - Igcondao - Igcores - Igdagmay - Igdomingding - Iglilico - Igpayong - Jawod - Langca - Languanan - Lawigan - Lomboy - Lopez Vito - Mabini Norte - Mabini Sur - Manhara - Maninila - Masagud - Matambog - Mayunoc - Montinola - Nagquirisan - Nadsadan | - Nagsipit - New Gumawan - Panatan - Pitogo - Purok 1 - Purok 2 - Purok 3 - Purok 4 - Purok 5 - Qui-anan - Roma - San Luis - San Mateo Norte - San Mateo Sur - Santiago - Sinogbuhan - Siwaragan - Lomboyan - Santa Rita - Talagutac - Tapikan - Taslan - Tiglawa - Tiolas - To-og - Torocadan - Ulay |

## Demografie
San Joaquin had bij de census van 2010 een inwoneraantal van 51.645 mensen. Dit waren 1.543 mensen (3,1%) meer dan bij de vorige census van 2007. Ten opzichte van de census van 2000 was het aantal inwoners gegroeid met 3.819 mensen (8,0%). De gemiddelde jaarlijkse groei in die periode kwam daarmee uit op 0,77%, hetgeen lager was dan het landelijk jaarlijks gemiddelde over deze periode (1,90%).

De bevolkingsdichtheid van San Joaquin was ten tijde van de laatste census, met 51.645 inwoners op 234,84 km², 219,9 mensen per km².